# Križan Vrh
Križan Vrh je naselje v Občini Bistrica ob Sotli.
Na Križan Vrhu je 30 hiš. Stalno naseljenih je 19, ob koncu tedna pa prihajajo prebivalci še na tri domačije. V sklopu Križan Vrha je naselje Trebeže, ki so pod varstvom spominskega parka Trebče (kozjanski regijski park). Obsega tri domačije in je biser stare kozjanske kmečke arhitekture. Na kmetiji Žuraj raste stari hrast, katerega vzdrževanju se je posvetil spominski park Trebče v sodelovanju z gozdarji. Na Križan Vrhu so vredni ogleda štirje zelo stari križi in tri kapele. Stari ljudje pravijo, da ime izhaja iz tega, ker so se včasih tu križale pomembne trgovske poti.

## Smučišče na Jezerskem bregu
V zimskem času že tri leta deluje smučišče na Jezerskem bregu, katerega delovanje so omogočili domačini s prostovoljnim delom. Smučišče redno obiskujejo tudi vaščani iz širše okolice Bistrice ob Sotli. 

## Kmetijstvo in gospodarstvo
Prebivalci se ukvarjajo predvsem s kmetijstvom, zaradi težkih pogojev dela in majhnega dohodka pa množično odhajajo na delo v okoliške večje kraje. V prihodnosti se obeta tudi kmečki turizem pri Ulčniku-Dučki.